# Эль-Дорадо (округ)
Эль-Дора́до (англ. El Dorado) — округ штата Калифорния, США. Находится в исторической области Золотая страна в горах Сьерра-Невада. Население округа, по данным переписи 2010 года, составляет 181 058 человек. Окружной центр Эль-Дорадо — город Пласервилл.
Население округа Эль-Дорадо выросло с расширением Большого Сакраменто. В уникальном районе около озера Тахо рост экологического сознания и экологической инициативы в области защиты природы связан с ростом населения в связи с Зимними Олимпийскими играми 1960 года на горнолыжном курорте Скво-Валли в соседнем округе Пласер.

## История
19 января 1848 года Джеймс Вильям Маршалл обнаружил золото в районе города Колома, после чего население Калифорнии в целом и в том числе района, который в будущем стал округом Эль-Дорадо, резко увеличилось за счёт шахтёров, надеющихся разбогатеть. Эль-Дорадо, получивший своё название в честь легендарно богатой мифической страны, был одним из первых 27 округов штата Калифорния, образованных законом от 18 февраля 1850 года. Колома был первой столицей округа, но когда золото начало истощаться, столица округа была перенесена в город Пласервилл в 1857 году.
- Материнская жила[англ.]
- Калифорнийский музей горной промышленности и минералов[англ.]

Местные достопримечательности:
- Государственный исторический парк открытия золота Маршалла[англ.]
- Конфиденс Холл[англ.]
- Фабрика Фунтайна и Таллмана по производству газированной воды[англ.]
- Фабрика Джона Пирсона по производству газированной воды[англ.]
- Combellack-Blair House[англ.]
- Маяк точка Рубикон[англ.]

## География
Общая площадь округа равняется 4631,2 км², из которых 4431,1² (95,67 %) составляет суша и 200,1 км² (4,32 %) — вода.

### Реки
- Американ-Ривер

### Горы
Горная система Сьерра-Невада (США):
- горы Карсон[англ.]. Основные горы:

- пик Фрил

- Кристальные горы[англ.]. Основные горы:

- гора Прайс
- Силвер-Пик

- гора Таллак[англ.].
- Толкинг-Маунтин[англ.].

### Озёра
- озеро Тахо
  - Остров Фаннетт
- озеро Фоллен-Лиф[англ.]
- озеро Фолсом[англ.]
- озеро Франсис[англ.]
- озеро Гилмор[англ.]
- озеро Лун[англ.]
- озеро Лост[англ.]
- озеро Пирамид[англ.]
- Водохранилище Юнион-Валли[англ.]
- озеро Вака[англ.]

и ещё ряд других.

### Соседние округа
На севере Эль-Дорадо граничит с округом Пласер, на северо-востоке с округом Дуглас (штат Невада), на юго-востоке со Алпайном, на юге с Амадором, на западе с округом Сакраменто.

### Населённые пункты
С населением более 10 000 человек:
- Саут-Лейк-Тахо (в городе расположен аэропорт Аэропорт озера Тахо[англ.])
- Пласервилл (столица округа)
- Эль-Дорадо-Хилс[англ.]
- Камерон-Парк[англ.]

С населением менее 10 000 человек:
- Камино[англ.]
- Камп-Сакраменто[англ.]
- Колома
- Кул[англ.]
- Даймонд-Спрингс[англ.]
- Эко-Лейк[англ.]
- Эль-Дорадо[англ.]
- Гарден-Валли[англ.]
- Джорджтаун[англ.]
- Гринвуд[англ.]
- Гризли-Флатс[англ.]
- Хаппи-Валли[англ.]
- Мейерс[англ.]
- Кайберс[англ.]
- Аутингдейл[англ.]
- Филлипс[англ.]
- Пайлот-Хилс[англ.]
- Поллок-Пайнс[англ.]
- Рескью[англ.]
- Шингл-Спрингс[англ.]
- Сомерсет[англ.]
- Строберри[англ.]
- Туин-Бриджес[англ.]

## Места отдыха

### Парки
- Национальный лес Эль-Дорадо[англ.]
- Desolation Wilderness[англ.] с Орлиным озером[англ.] и пик Фрил[англ.][3] в качестве высшей точки (3 317 м.)
- Государственный парк Д.Л.Блисса[англ.]
- Государственный парк залив Эмералд[англ.]
- Eagle Falls Trailhead[англ.]
- Glen Alpine Springs Trailhead[англ.]
- Государственная зона отдыха озеро Фолсом[англ.]
- Государственный исторический парк открытия золота Маршалла[англ.]
- Экологоический заказник Пайн-Хилл[англ.]
- Национальный лес Тахо[англ.]

#### Горнолыжные курорты
- Курорт Небесная гора[англ.]
- Горнолыжный курорт Сьерра-эт-Тахо[англ.]

### Винодельни
- California Shenandoah Valley AVA[англ.]
- Fair Play AVA[англ.]
- El Dorado AVA[англ.]
- Sierra Foothills AVA[англ.]

#### Торговые центры
- Town Center, Эль-Дорадо Хиллс
- Эль-Дорадо Хиллс: Everything El Dorado Hills.com

## Транспортная инфраструктура

### Автомагистрали
- U.S. Route 50
- State Route 49
- State Route 89
- State Route 193
- Luther Pass

### Общественный транспорт
- El Dorado Transit занимаются местными перевозками в Плесервилле и прилежащих районах (на востоке до Поллок-Пайнс). Также есть пригородные рейсы в Сакраменто и Фолсом.
- BlueGo — это транзитный оператор в районе Южной части озера Тахо. Есть рейсы в штат Невада.

### Аэропорты
Главные аэропорты округа: Плесервилль (аэропорт), Джорджтаун (аэропорт, Калифорния), Кэмерон-Парк (аэропорт) and Аэропорт озеро Тахо.

## Демография

### 2010
По данным переписи населения США 2010 года в округе Эль-Дорадо проживало 181 058 человек. Расовый состав: 156 793 (86,6 %) белых, 1 409 (0,8 %) афроамериканцев, 2 070 (1,1 %) представителей коренных народов, 6 297 (3,5 %) азиатов, 294 (0,2 %) жителей тихоокеанских островов, 7 278 (4,0 %) представителей других рас и 6 917 (3,8 %) человек, относящих себя к двум или более расам. Испаноговорящими или выходцами из стран Латинской Америки назвали себя 21 875 человек (12,1 %). Самый большой рост произошёл в Эль-Дорадо Хиллз, где население выросло на 24 092c 2000 года.
| Распределение населения округа согласно переписи 2010 года               | Распределение населения округа согласно переписи 2010 года | Распределение населения округа согласно переписи 2010 года | Распределение населения округа согласно переписи 2010 года | Распределение населения округа согласно переписи 2010 года | Распределение населения округа согласно переписи 2010 года | Распределение населения округа согласно переписи 2010 года | Распределение населения округа согласно переписи 2010 года | Распределение населения округа согласно переписи 2010 года | Распределение населения округа согласно переписи 2010 года |
| ------------------------------------------------------------------------ | ---------------------------------------------------------- | ---------------------------------------------------------- | ---------------------------------------------------------- | ---------------------------------------------------------- | ---------------------------------------------------------- | ---------------------------------------------------------- | ---------------------------------------------------------- | ---------------------------------------------------------- | ---------------------------------------------------------- |
| Округ                                                                    | Всего населения                                            | Белые                                                      | Чёрные                                                     | Коренные американцы                                        | Азиаты                                                     | Жители Океании                                             | Другие расы                                                | Две или более рас                                          | Испаноязычные или латиноамериканцы (в составе других рас)  |
| Округ Эль-Дорадо                                                         | 181 058                                                    | 156 793                                                    | 1 409                                                      | 2 070                                                      | 6 297                                                      | 294                                                        | 7 278                                                      | 6 917                                                      | 21 875                                                     |
| Города                                                                   | Всего населения                                            | Белые                                                      | Чёрные                                                     | Коренные американцы                                        | Азиаты                                                     | Жители Океании                                             | Другие расы                                                | Две или более рас                                          | Испаноязычные или латиноамериканцы (в составе других рас)  |
| Пласервилл                                                               | 10 389                                                     | 8 716                                                      | 80                                                         | 162                                                        | 98                                                         | 13                                                         | 867                                                        | 453                                                        | 1 863                                                      |
| Саут-Лейк-Тахо                                                           | 21 403                                                     | 15 733                                                     | 182                                                        | 232                                                        | 1 186                                                      | 39                                                         | 3 230                                                      | 801                                                        | 6 665                                                      |
| Статистически обособленные местности (CDP)                               | Всего населения                                            | Белые                                                      | Чёрные                                                     | Коренные американцы                                        | Азиаты                                                     | Жители Океании                                             | Другие расы                                                | Две или более рас                                          | Испаноязычные или латиноамериканцы (в составе других рас)  |
| Оберн-Лейк-Трейс                                                         | 3 426                                                      | 3 190                                                      | 6                                                          | 28                                                         | 36                                                         | 5                                                          | 45                                                         | 116                                                        | 208                                                        |
| Камерон-Парк                                                             | 18 228                                                     | 16 242                                                     | 143                                                        | 194                                                        | 425                                                        | 36                                                         | 461                                                        | 727                                                        | 2 056                                                      |
| Камино                                                                   | 1 750                                                      | 1 604                                                      | 7                                                          | 14                                                         | 18                                                         | 4                                                          | 55                                                         | 48                                                         | 197                                                        |
| Колд-Спрингс                                                             | 446                                                        | 413                                                        | 4                                                          | 5                                                          | 3                                                          | 0                                                          | 15                                                         | 6                                                          | 43                                                         |
| Колома                                                                   | 529                                                        | 462                                                        | 4                                                          | 3                                                          | 8                                                          | 0                                                          | 15                                                         | 37                                                         | 63                                                         |
| Даимонд-Спрингс                                                          | 11 037                                                     | 9 743                                                      | 39                                                         | 176                                                        | 110                                                        | 6                                                          | 518                                                        | 445                                                        | 1 377                                                      |
| Эль-Дорадо-Хиллс                                                         | 42 108                                                     | 35 089                                                     | 615                                                        | 196                                                        | 3 563                                                      | 71                                                         | 681                                                        | 1 893                                                      | 3 802                                                      |
| Джорджтаун                                                               | 2 367                                                      | 2 128                                                      | 47                                                         | 59                                                         | 18                                                         | 2                                                          | 45                                                         | 68                                                         | 177                                                        |
| Гризли-Флатс                                                             | 1 066                                                      | 954                                                        | 6                                                          | 14                                                         | 7                                                          | 2                                                          | 19                                                         | 64                                                         | 96                                                         |
| Поллок-Пайнс                                                             | 6 871                                                      | 6 195                                                      | 18                                                         | 128                                                        | 56                                                         | 3                                                          | 251                                                        | 220                                                        | 713                                                        |
| Шингл-Спрингс                                                            | 4 432                                                      | 3 919                                                      | 14                                                         | 108                                                        | 50                                                         | 3                                                          | 132                                                        | 206                                                        | 469                                                        |
| Тахома‡                                                                  | 780                                                        | 736                                                        | 2                                                          | 7                                                          | 7                                                          | 0                                                          | 11                                                         | 17                                                         | 35                                                         |
| Невключённые территории                                                  | Всего населения                                            | Белые                                                      | Чёрные                                                     | Коренные американцы                                        | Азиаты                                                     | Жители Океании                                             | Другие расы                                                | Две или более рас                                          | Испаноязычные или латиноамериканцы (в составе других рас)  |
| Все территории, не входящие в CDP                                        | 56 226                                                     | 51 669                                                     | 242                                                        | 744                                                        | 712                                                        | 110                                                        | 933                                                        | 1 816                                                      | 4 111                                                      |
| ‡ Примечание: эти цифры отражают лишь часть этой CDP в округе Эль-Дорадо |                                                            |                                                            |                                                            |                                                            |                                                            |                                                            |                                                            |                                                            |                                                            |

### 2000
По данным переписи 2000 года в округе насчитывалось 156 299 человек, 58 939 домохозяйств и 43 025 семей. Плотность населения составляла 35 человек на квадратный километр. В округе насчитывалось 71 278 единиц жилья, при средней плотности 16 единиц на квадратный километр. Расовый состав населения округа: 89,7 % белых, 0,5 % афроамериканцев, 1,00 % представителей коренных народов, 2,1 % азиатов, 0,13 % жителей тихоокеанских островов, 3,55 % представителей других рас и 2,96 % человек, относящих себя к двум или более расам. Испаноговорящими или выходцами из стран Латинской Америки назвали себя 9,32 % населения. 14,9 % были немцами, 13,4 % англичанами, 10,3 % ирландцами, 6,6 % итальянцами и 6,6 % американцами. 90,5 % используют английский и 6,5 % испанский в качестве основного языка.
В округе было 58 939 домохозяйств, из которых 34,2 % имели детей в возрасте до 18 лет, проживающих с ними, 60,1 % были супружеские пары, живущие вместе, 8,9 % были матерями-одиночками без мужей, а 27,0 % не имели семьи. 20,1 % всех домохозяйств состояли из отдельных лиц и 7,3 % из них одинокие люди в возрасте 65 лет и старше. Средний размер домохозяйства 2,63, а средний размер семьи 3,04.
Разделение населения по возрасту: 26,1 % в возрасте до 18 лет, 6,8 % от 18 до 24 лет, 27,8 % от 25 до 44 лет, 26,9 % от 45 до 64 лет и 12,4 %, которые были в возрасте 65 лет и старше. Средний возраст составлял 39 лет. На каждые 100 женщин приходилось 99,5 мужчин. На каждые 100 женщин возрастом 18 лет и старше насчитывалось 97,3 мужчин.
Согласно переписи 2000 года средний доход на домашнее хозяйство в округе составил $51 484, а средний доход на семью составляет $60 250. Мужчины имели средний доход $46 373, а женщины — $31 537 для женщин. Доход на душу населения округа составлял $25 560. 5,0 % семей и 7,1 % домохозяйства были ниже черты бедности, в том числе 7,6 % из них моложе 18 лет и 5,0 % в возрасте 65 лет и старше.

## Политика
| Результаты выборов на уровне штата | Результаты выборов на уровне штата | Результаты выборов на уровне штата |
| ---------------------------------- | ---------------------------------- | ---------------------------------- |
| Год                                | Должность                          | Результаты                         |
| 2010                               | Губернатор                         | Уитмен 56,2 — 38,6 %               |
| 2010                               | Лейтенант-губернатор               | Мальдонадо 55,6 — 32,8 %           |
| 2010                               | Секретарь штата                    | Данн 53,5 — 37,4 %                 |
| 2010                               | Контроллер                         | Чанг 46,1 — 45,7 %                 |
| 2010                               | Казначей                           | Уолтерс 51,3 — 41,0 %              |
| 2010                               | Генеральный прокурор               | Куллей 60,4 — 29,4 %               |
| 2010                               | Страховой комиссар                 | Виллинес 53,6 — 33,8 %             |

Эль-Дорадо — это, преимущественно, республиканский округ на президентских выборах и выборах в конгресс. Последним демократом, завоевавшим симпатии большинства населения округа, был Линдон Джонсон на выборах 1964 года, а последний демократ победивший в округе был Джимми Картер на выборах 1976 года.
Эль-Дорадо входит в 4-й избирательный округ Калифорнии по выборам в конгресс, который представлен республиканцем Томом Макклинтоком. При выборах в Калифорнийскую государственную ассамблею Эль-Дорадо также входит в 4-й избирательный округ, который представлен республиканцем Бетом Гейнсом, а также частично в 10-й округ, который представлен демократом Элисон Хубер. При выборах в сенат штата, Эль-Дорадо является частью 1-го округа, который представлен республиканцем Тедом Гейнсом.
Интересы округа в сенате США представляют сенаторы Дайэнн Файнстайн и Барбара Боксер.

## Асбест
Некоторые районы округа Эль-Дорадо, как известно, содержат природные образования асбеста вблизи поверхности. Геологическая служба США изучила амфиболы в горных породах и грунте в округе в ответ на исследования проб агентства по защите природы, а после раскритиковала их выводы. Исследование геологов показало, что многие частиц амфиболов в округе удовлетворяют критериям правил по охране окружающей среды по химическим и морфологическим показателям, но не отвечают требованиям к морфологическим показателям коммерческого асбеста. В итоговом докладе указано, что даже частицы, которые отвечают требованиям для коммерческого асбеста могут являться угрозой для здоровья, и было предложено совместными усилиями исследовать риск для здоровья человека, связанный с «асбестом природного происхождения».
В 2003 году после строительства футбольного поля Высшей школы Оак Ридж (Эль-Дорадо-Хиллз, Калифорния) Федеральное агентство по токсическим веществам и регистрации заболеваний обнаружили, что некоторые студенты-спортсмены, тренера и работники школы, получили существенное воздействие асбеста.